# Morir de amor (telenovela)
Morir de amor es una telenovela producida y transmitida por Televisión Nacional de Chile durante el segundo semestre de 1985, basada en un hecho real ocurrido en Los Vilos 3 décadas antes. Con un guion original de María Elena Gertner y Andrés Urrutia, y dirigida por Vicente Sabatini.

## Argumento
Morir de Amor narra una envolvente historia de amor, concebida entre las olas y un crimen misterioso. Ignacia Benítez (Fedora Kliwadenko) es una joven escultora que junto a su marido, Benjamín Suárez (Carlos Matamala) se han radicado en la caleta Los Lobos, donde él ha tenido prosperidad en su empresa pesquera, Alba Oceánica. Benjamín muere ahogado al comienzo de la historia, con la sospecha de haber sido asesinado, y a partir de su trágico deceso se desencadenan hechos y situaciones que cambiarán la vida de su mujer y de todos los habitantes del poblado costero.
En sus sueños, Ignacia creó la figura de un hombre extraordinario, que se repite constantemente en su vida. Un día decide crear una escultura con el rostro de aquel hombre. Sin saberlo, plasmó la imagen del hombre desconocido que es encontrado náufrago en la playa.
Este hombre es Esteban (Nelson Brodt). No recuerda nada de su pasado y por ser ágil en la pesca se incorpora rápidamente a la actividad de la caleta Los Lobos. Ignacia se enamora perdidamente de aquel extraño que es idéntico a la imagen del hombre con el que se obsesionó.
De este modo, a lo largo de la telenovela se muestra por una parte la investigación por la muerte de Benjamín, y el comienzo del romance entre Ignacia y Esteban, todo ello circundado por la vida en la caleta.

## Curiosidades
La producción se filmó en el puerto de Los Vilos, al cual se le cambió el nombre a "Los Lobos". Incluso se construyó un monumento similar al que se encuentra en la popular plaza periodista "Sergio Silva" (conocida como plaza L) erigida por el club de Leones de la comuna puerto.
Muchos de los pescadores locales aparecieron como extras en las escenas de la teleserie.
Durante el transcurso de la serie la actriz principal Fedora Kliwadenko fue reemplazada, sin explicarse en su minuto el por qué.

## Elenco

### Elenco principal
- Fedora Kliwadenko como María Ignacia Benítez.
- Nelson Brodt como Esteban Cardoso / Stefano San Minelli
- Consuelo Holzapfel como Leticia Marín.
- Luis Alarcón como Emiliano Cardoso.
- Lucy Salgado como Leontina de Cardoso.
- Arnaldo Berríos como Tulio Venegas.
- Luz Jiménez como Edulia Rojas.
- Hugo Medina como Manuel Tapia.
- Silvia Santelices como Leonora Di Lauro / Lía Narváez
- Óscar Hernández como Sergio Marambio
- Ana Reeves como Magdalena Suárez.
- Paz Irarrázaval como Pilar Vildósola.
- Mabel Farías como Tina Cardoso
- John Knuckey como Pedro Cardoso
- Carlos Valenzuela como Jaime Cardoso
- Rolando Valenzuela como Guillermo "Guille" Venegas
- Mabel Guzmán como Clarisa Rojas
- Mario Poblete como Ron Wallace / Glen Ebstein
- Víctor Carvajal como Mauricio Lainez
- Ximena Vidal como Irma Núñez
- Cecilia Cucurella como Julieta López
- Eliana Vidiella como Celinda Mancilla
- Mónica Sifrind como Norma Norambuena
- Carmen Disa Gutiérrez como Doris Norambuena
- Roxana Campos como Lucy Norambuena
- Jorge Rodríguez como Patricio Saglerini
- Mario Montilles como Pablo Benítez
- Rubén Darío Guevara como Reinaldo Irigoyen
- Maruja Cifuentes como Zulema
- Rafael Benavente como Padre Florencio
- Solange Lackington como Rosa
- Elena Muñoz como Carmela Romero "Princesa Gwendolyn"
- Enrique del Valle como Pelayo Benítez
- Pina Brandt como Berta
- Marcial Edwards como Tomás Flores
- Claudio Valenzuela como Alberto "Beto" Cardoso
- Aldo Bernales como Raúl Venegas
- Nena Campbell como Loreto de Benítez
- Alberto Rivera como Andrés "Ye Ye" Hermosilla
- Mirta Gonzalez como Nina Mancilla
- David Guzmán como Ramiro Suárez
- Verónica García-Huidobro como Francisca Benítez
- Raúl Llovet como Carlos Venegas
- Pedro Gaete como Pepe
- César Geisse como Segundo

### Otras participaciones
- Carlos Matamala como Benjamín Suárez.
- Néstor Castagno como Sr. Bronson
- Roberto Navarrete como Líder de una organización de mafia y espionaje en Estados Unidos.
- Violeta Vidaurre como Violeta Vega "La Manos de humo" / Mireya Alonso.
- Eduardo Barril como Giovanni Signorelli / Carlo Cortese
- Jorge Porcel como él mismo.
- Aldo Parodi como Leonardo Romero / "Mago Merlín"
- Mario Lorca como Ramón "Moncho" Segovia
- Diana Sanz como Fanny.
- Mario Bustos como Julio Bahamondes
- Antonio Prieto como él mismo.
- Consuelo Castillo como Mónica Rivas / Carola Rodríguez
- Héctor Aguilar como Gilberto.
- Felipe Armas como Policía que detiene a Lía Narváez y a Violeta.
- Rodrigo Álvarez
- Reynaldo Vallejo como Recepcionista de hotel.
- Pablo Krögh como Recepcionista de hotel.